# Arzo
Arzo  är en ort och kommundel (quartiere) i kommunen Mendrisio i kantonen Ticino, Schweiz. 
Arzo var tidigare en självständig kommun, men 5 april 2009 blev Arzo en del av Mendrisio. 